# IRIS 8
IRIS 8 је рачунар (Apple II клон), са 8-битним микропроцесором 6502 на 1 Mhz, намењен образовању, чији је развој покренула фирма SPE Eletronic Бранислава Ступара. Улагањем у овај пројекат, у склопу активности на пројекту IRIS PC-16, Институт за рачунарске и информационе системе Енергоинвест - ИРИС је покренуо производњу у Југославији.

## Техничке карактеристике
- Промо ИРИС 8 Рачунари у образовањуМикропроцесор: 6502 (1 Mhz) 8-битни
- ROM:12 Kb
- RAM: 64 Kb
- Оперативни систем: DOS, DP/M, PASCAL
- Програмски језици: BASIC, FORTRAN, PASCAL

## Примена
ИРИС 8 је првенствено био намењен образовним институцијама. ИРИС је оформио групу програмера и сарадника са циљем израде образовних програма.